# Épierre
Épierre (Savoyaards: Èpiérra) is een gemeente in het Franse departement Savoie (regio Auvergne-Rhône-Alpes). De gemeente maakt deel uit van het arrondissement Saint-Jean-de-Maurienne. Épierre telde op 1 januari 2022 762 inwoners.

## Geografie
De oppervlakte van Épierre bedroeg op 1 januari 2022 19,36 vierkante kilometer; de bevolkingsdichtheid was toen 39,4 inwoners per km². De gemeente ligt in de Maurienne vallei, aan de rechteroever van de Arc. De plaats ligt aan de voet van de Grande Pic de la Lauzière (2829 m).

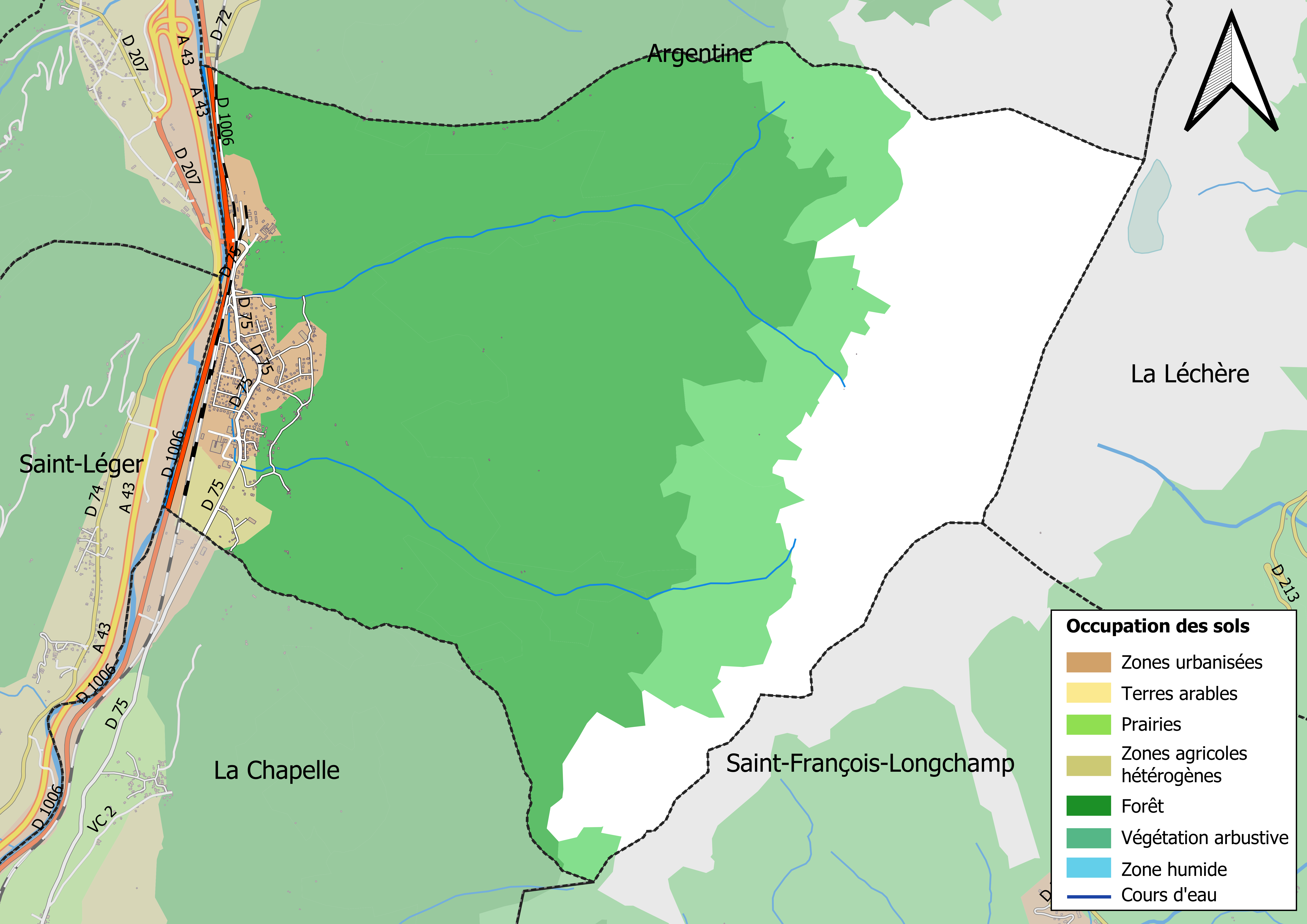
Kaart van de gemeente met de belangrijkste infrastructuur, bodemgebruik en omliggende gemeenten

## Verkeer en vervoer
In de gemeente ligt spoorwegstation Épierre-Saint-Léger.

## Demografie
Onderstaande figuur toont het verloop van het inwonertal (bron: INSEE-tellingen).

## Bezienswaardigheden
In de gemeente ligt een kasteel uit de twaalfde eeuw.